# Vester Hæsinge Sogn
Vester Hæsinge Sogn er et sogn i Fåborg Provsti (Fyens Stift).
I 1800-tallet var Sandholts Lyndelse Sogn anneks til Vester Hæsinge Sogn. Begge sogne hørte til Sallinge Herred i Svendborg Amt. Vester Hæsinge-Sandholts Lyndelse sognekommune blev ved kommunalreformen i 1970 indlemmet i Broby Kommune, der ved strukturreformen i 2007 indgik i Faaborg-Midtfyn Kommune.
I Vester Hæsinge Sogn ligger Vester Hæsinge Kirke.
I sognet findes følgende autoriserede stednavne:
- Butbjerg (areal)
- Gammel Stenderup (bebyggelse, ejerlav)
- Horseballe (bebyggelse)
- Gammel Stenderup (bebyggelse, ejerlav)
- Ny Stenderup (bebyggelse, ejerlav)
- Posen (areal)
- Vester Hæsinge (bebyggelse, ejerlav)